# Zahradnice (Olbramovice)
Zahradnice je malá vesnice, část obce Olbramovice v okrese Benešov. Nachází se asi 2 km na sever od Olbramovic. V roce 2009 zde bylo evidováno 25 adres. Zahradnice je také název katastrálního území o rozloze 1,58 km².

## Historie
První písemná zmínka o vesnici pochází z roku 1550.
Za druhé světové války se ves stala součástí vojenského cvičiště Zbraní SS Benešov a její obyvatelé se museli 1. dubna 1944 vystěhovat.

## Galerie

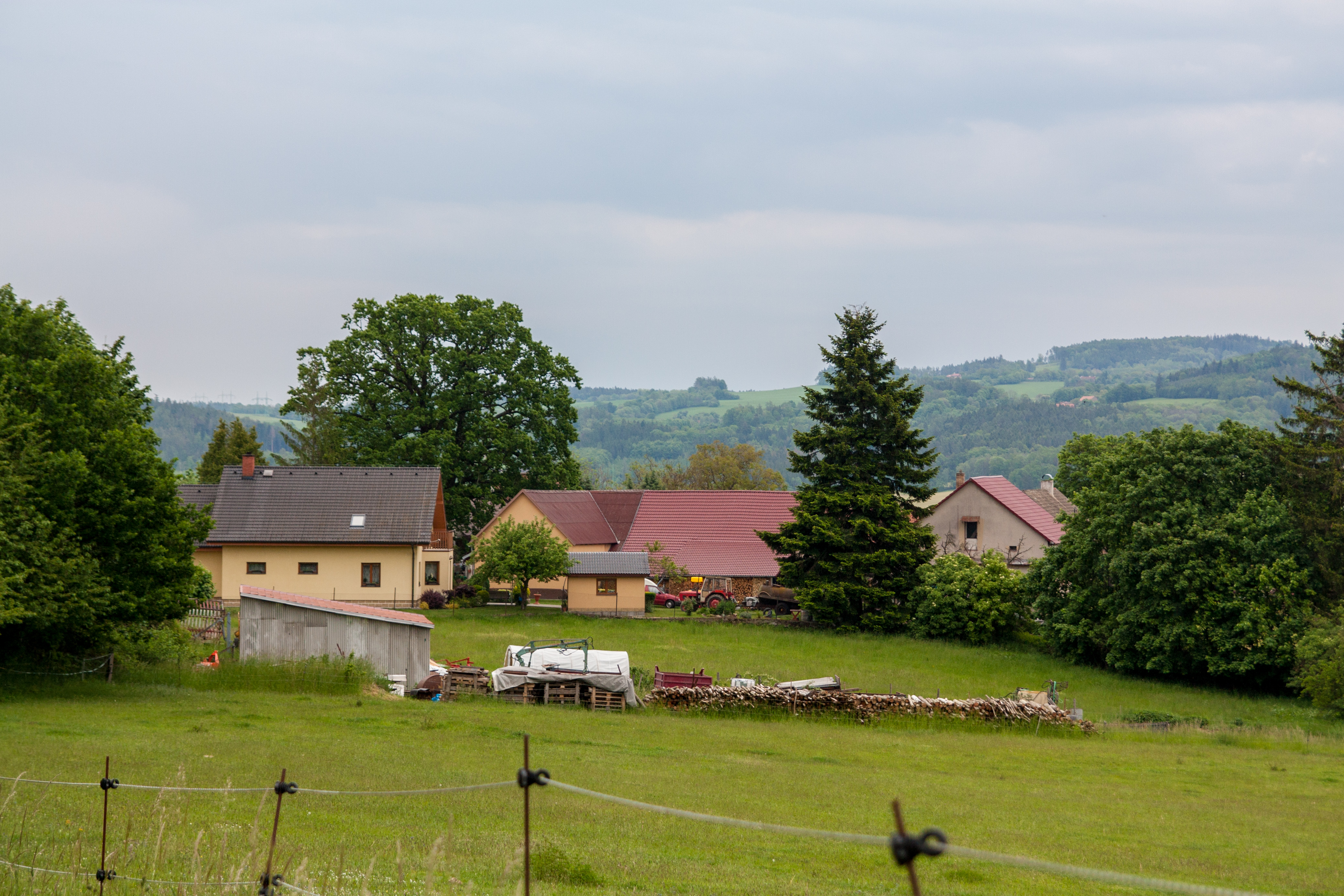
Pohled na domy (2019)
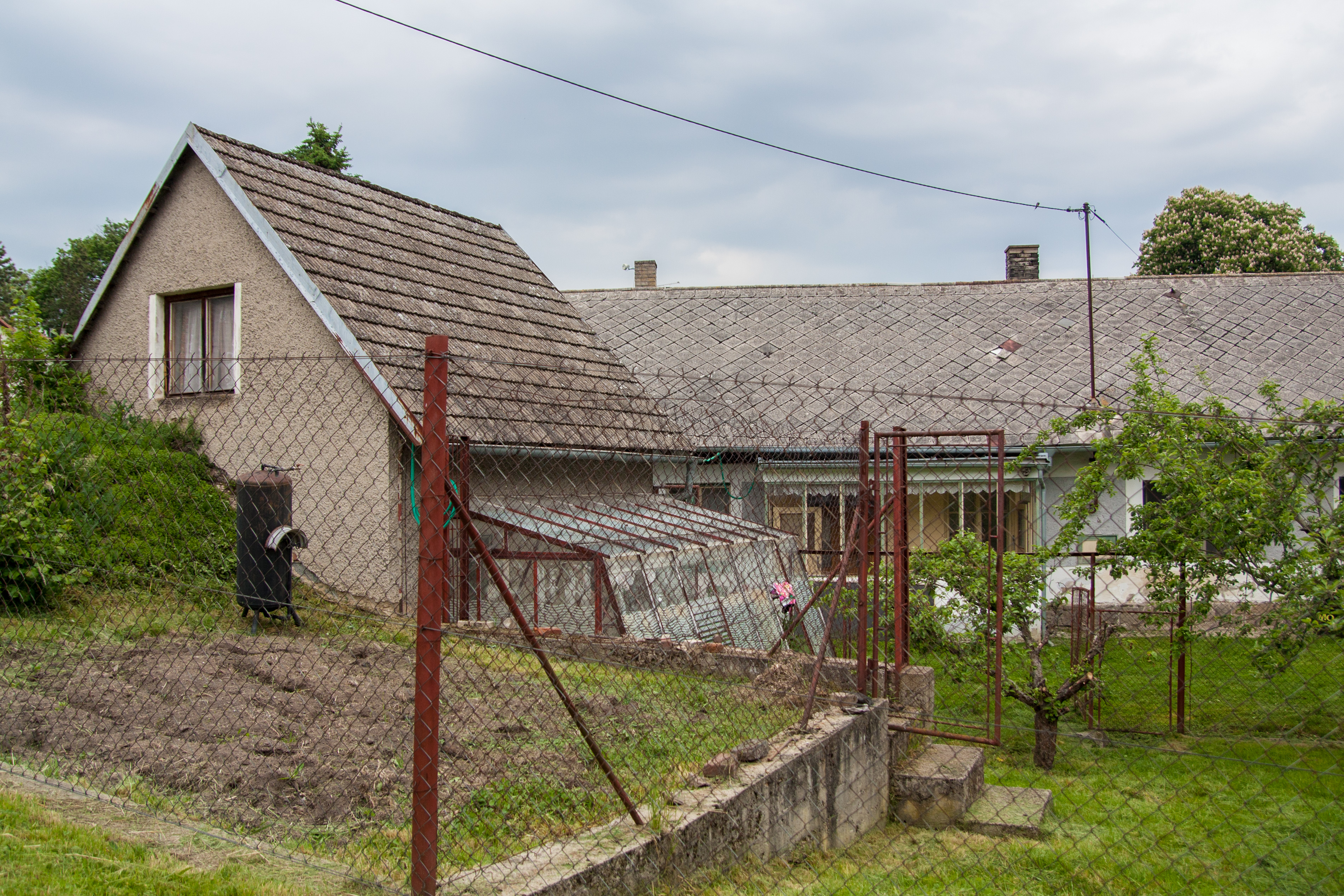
Dům (2019)
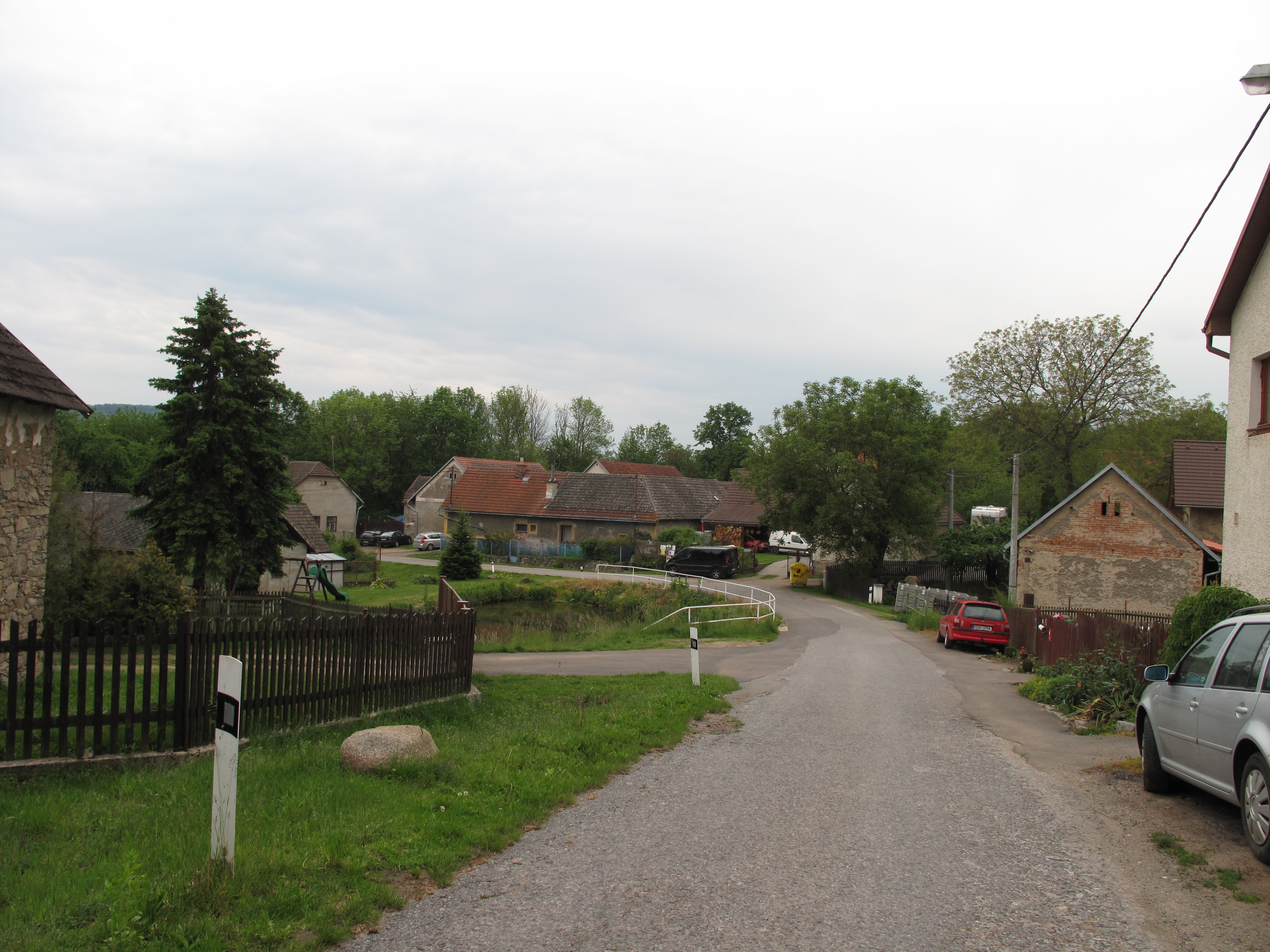
Cesta
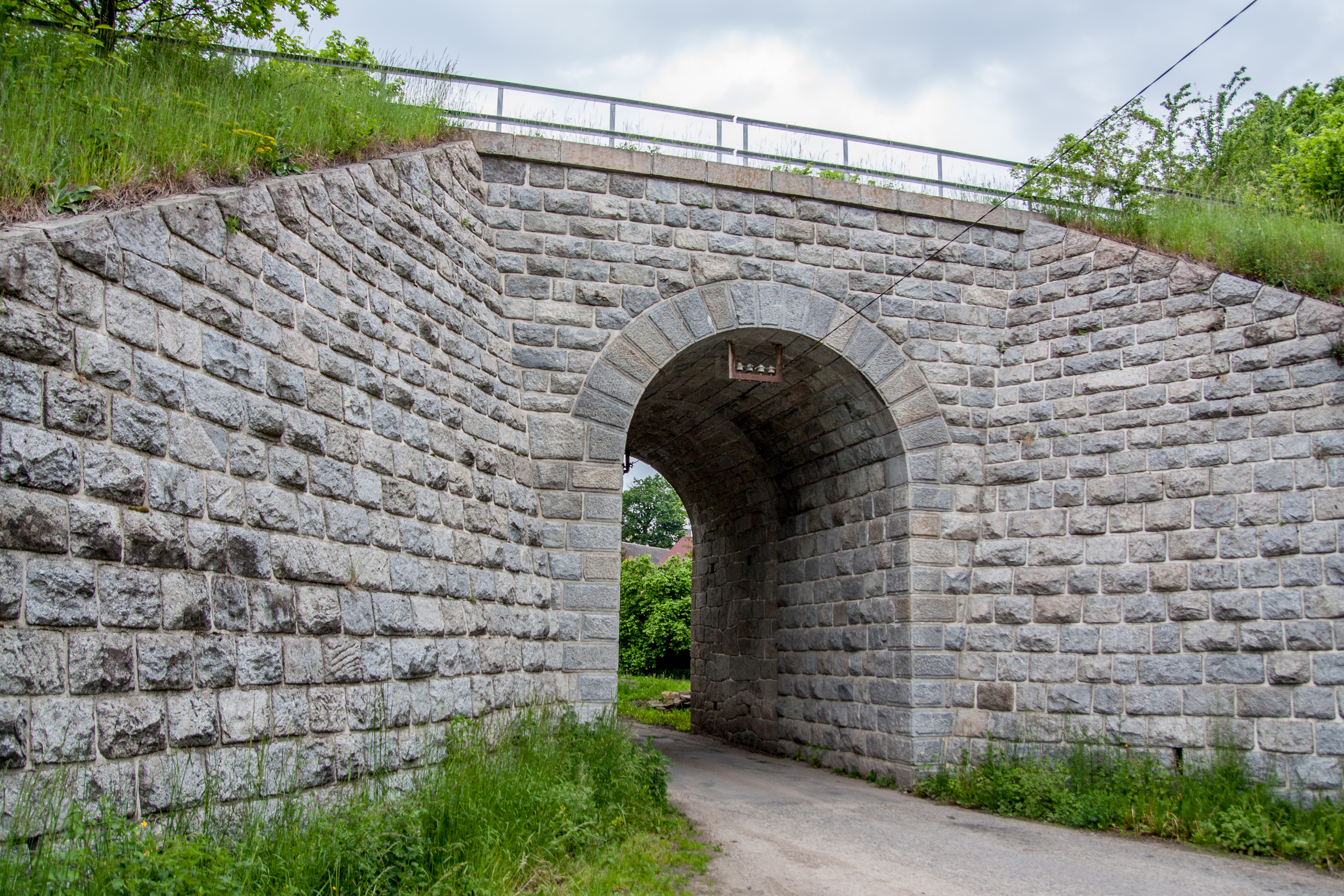
Železniční most (2019)